# 保羅·塔翁·迪雷韋爾
保羅·塔翁·迪雷韋爾（義大利語：Paolo Thaon di Revel，1859年6月10日—1948年3月24日）是義大利的一位海軍元帥，亦是該國歷史上僅有的一位海軍元帥，曾參與義土戰爭、第一次世界大战、第二次世界大战，於任內大力發展海軍航空兵以及MAS艇的實用化，並任墨索里尼內閣的海軍部長，在戰後擔任過義大利參議院主席。
1924年，迪雷韋爾受封「海洋公爵」（duca del Mare）頭銜。